# 赤塚村 (東京府)
赤塚村（あかつかむら）は、かつて東京府北豊島郡に存在した村の一つ。1889年（明治22年）に市制町村制により誕生したが、元々鎌倉時代から室町時代にかけて武蔵国豊島郡赤塚郷（あかつかのさと、あかつかごう）と呼ばれた地域であり、室町時代から明治時代にかけては赤塚六ヶ村（あかつかろっかそん）と呼ばれた地域であるため、これらもあわせて記述する。

## 地理
現在の環状七号線より北側、板橋区の北西部分であり、地名では赤塚、赤塚新町、大門、徳丸、成増、三園、四葉のほぼ全域および高島平一・九丁目の大半および二丁目の一部を除く大半（旧・前谷津川以西）、新河岸一丁目の一部を除く大半に相当する。
中部以南は武蔵野台地、北部は荒川の氾濫原である。

### 主な地形
- 河川：荒川、新河岸川、前谷津川、白子川

### 隣接していた自治体（合併直前）
- 東京府
  - 北豊島郡
    - 上板橋村
    - 志村
    - 上練馬村
    - 練馬町
- 埼玉県
  - 北足立郡
    - 戸田町
    - 笹目村

  - 新座郡
    - 白子村
    - 新倉村

## 歴史
1932年（昭和7年）以降については板橋区を参照。
このあたりは古くは河口であり、自然環境が良好であったため、旧石器時代にはすでに集落が存在していた。縄文時代、弥生時代、古墳時代、平安時代の遺跡も多い。対して、鎌倉時代以降となると急激に遺跡は少なくなる。
奈良時代にはこの周辺は「武蔵国豊島郡広岡郷」と呼ばれていた。広岡郷は現在の板橋区、練馬区あたりを占めるかなり広大な地域であった。
赤塚の地名が文献上に初めて登場するのは室町時代初期（南北朝時代）の『足利尊氏・同直義所領目録』にある「武蔵国赤塚郷」の記述であるが、鎌倉時代には『吾妻鏡』に鎌倉武士の赤塚資茂の名前があるため、このころにはすでに赤塚の地名が存在したと考えられている。ただし、近年では赤塚資茂は豊島氏流の赤塚氏ではなく、当地域とは無関係とされている。その後、時期は不明だが赤塚郷は赤塚村と徳丸村の2村に分立したようであり、さらに後に、赤塚村は上赤塚村、下赤塚村、石成村（後の成増村）に、徳丸村は徳丸本村、徳丸脇村、徳丸四葉村（後の四葉村、四ッ葉、四ツ葉とも表記）に分立した。この6村を赤塚六ヶ村といい、室町時代末期（戦国時代）の『小田原衆所領役帳』にはすでにこの名称が見える。また、徳丸3村は江戸時代には徳丸三分と呼ばれた。江戸時代初期には再び赤塚村と徳丸村の2村にまとめられており、後の『新編武蔵国風土記稿』において再び六ヶ村（上赤塚村、下赤塚村、成増村、徳丸本村、徳丸脇村、四葉村）の名前が見られるようになる。しかしその後も成増村は上赤塚村成増分と記述されることがあり、一貫していなかった。
鎌倉時代は北条得宗領だったと推定されており、室町時代初期（南北朝時代）の1379年（康暦元年）には室町幕府二代将軍足利義詮の正室であった渋川幸子により、石成村を除く赤塚郷が京都嵯峨の鹿王院に寄進された。ゆえに室町幕府が消滅するまで公式的には鹿王院の所領であったが、幕府の保護は長く続かず、室町時代中期には土地の豪族であった豊島氏に直接支配されるようになった。豊島氏の支流には赤塚氏がおり、前述の赤塚資茂もこの一人と見られる。
豊島氏は永享の乱、享徳の乱による関東地方の混乱で古河公方側についたため扇谷上杉家家宰太田道灌と対立し、赤塚からは撤退を余儀なくされた。その後太田道灌は下総国の市川城を追われた千葉実胤・自胤兄弟（後の武蔵千葉氏）を保護。自胤は赤塚城に入り、松月院を菩提寺とし、上赤塚に氷川神社を、下赤塚に諏訪神社を創建するなどして支配を進めた。さらに江古田・沼袋原の戦いで太田道灌、千葉自胤らが勝利し、豊島泰経を当主とする豊島氏は滅亡。あわせて赤塚氏も滅亡した。しかし、太田道灌が主君上杉定正に謀殺されると扇谷上杉家の勢力は急速に衰え、武蔵千葉氏は後北条氏の配下となり、赤塚もその支配下となった。このとき、北条氏康が前述の『小田原衆所領役帳』を編纂している。
江戸時代となると大半が江戸幕府の天領となった。また、荒川の氾濫原であった草原は徳丸ヶ原と呼ばれるようになった。五代将軍徳川綱吉によって禁止されていた鷹狩が八代将軍徳川吉宗によって復活されると、連続する志村ヶ原と共に将軍の鷹場の一つである戸田筋に組み込まれた。また、徳丸ヶ原は幕府の練兵場、砲術訓練場でもあり、幕末の1841年（天保12年）5月に高島秋帆によって初めて西洋式の砲術訓練が行われ、有名となった。この高島秋帆の姓は現在の高島平の地名の由来である。1869年（明治2年）になると徳丸ヶ原は民間に払い下げられて水田として開拓され、赤塚田んぼや徳丸田んぼと呼ばれるようになった。
1889年（明治22年）に市制町村制が開始されると、赤塚六ヶ村は合併されて赤塚村となり、各村は大字上赤塚、大字下赤塚、大字成増、大字徳丸本、大字徳丸脇、大字四ッ葉となった。1932年（昭和7年）の板橋区の成立時にはそれぞれ上赤塚町、下赤塚町、成増町、徳丸本町、徳丸町、四ッ葉町となった。

### 地名の由来
松月院（赤塚八丁目）の門前あたりに、古墳時代の地元の有力者と思われる被葬者不明の円墳（塚）があったとされる。 この塚は、人々に恐れられ、白山社の祠などが祭られていたという。但し1892年（明治25年）に記念碑を造成する際に壊されてしまい、いま円墳（塚）は残っていない。
この円墳（塚）は、江戸時代に成立した『新編武蔵国風土記稿』に「豊島郡荒墓郷荒墓」と記録される。この「荒墓」が、墓＝塚で「荒塚」と呼ばれ、「赤塚」に転訛したとする説がある。
また荒墓の盛り土が関東ローム層の赤土であったから、あるいは土地が赤く見えたことからであるという指摘も一部にある。

### 沿革
- 鎌倉時代 - 室町時代ごろ：武蔵国豊島郡赤塚郷が成立。
- 室町時代前期 - 中期ごろ：赤塚郷が赤塚村と徳丸村に分かれる。
- 室町時代中期 - 末期ごろ：赤塚村が上赤塚村、下赤塚村、石成村に、徳丸村が徳丸本村、徳丸脇村、徳丸四葉村に分かれ、赤塚六ヶ村と呼ばれるようになる。
- 1868年（慶応04年、明治元年）8月7日（旧暦6月19日）：武蔵知県事管轄区域となる。
- 1869年（明治02年）
  - 3月10日（旧暦1月28日）：大宮県が設置され、管内となる（県庁は日本橋）。
  - 11月2日（旧暦9月29日）：県庁移転により大宮県が浦和県に改称され、浦和県管轄区域となる。
- 1872年（明治05年）1月8日（旧暦1871年（明治4年）11月28日）：浦和県から東京府に編入される。また同時に、大区小区制により郡・町・村の呼称が廃され、第四大区に編入される。
- 1874年（明治07年）：区画改正により第九大区五小区に編入される。
- 1878年（明治11年）11月：大区小区制が廃され、郡区町村編制法により北豊島郡が設置される。
- 1884年（明治17年）：連合戸長役場が設置され、上赤塚村、下赤塚村、成増村と徳丸本村、徳丸脇村、四葉村はそれぞれ三ヵ村連合となる。
- 1889年（明治22年）04月01日：市制町村制により、上赤塚村、下赤塚村、成増村、徳丸本村、徳丸脇村、四葉村が合併され赤塚村となる。
- 1932年（昭和07年）10月01日：赤塚村は板橋町、上板橋村、志村、練馬町、上練馬村、中新井村、石神井村、大泉村とともに東京市へ編入され、板橋区となる。

## 交通

### 鉄道路線
- 東上鉄道→東武鉄道東上本線
  - 東武練馬駅 - 下赤塚駅 - 成増駅

### 道路
- 川越街道
- 富士街道

### 船舶
- 笹目の渡し
- 新曽の渡し

## 名所・旧跡・観光スポット・祭事・催事
- 赤塚城
- 松月院
- 赤塚諏訪神社、徳丸北野神社：「田遊び」神事が行われる。